# Hyvinkääsali
La salle Hyvinkää (finnois : Hyvinkääsali) est une salle de concerts et de conférences située au centre-ville d'Hyvinkää en Finlande
,.

## Présentation
Située en bordure de la place du marché, elle fait partie de la Sampotalo, construite en 1987, qui abrite aussi un centre commercial. 
La Sampotalo a été conçue par l'architecte Ilpo Raunio.
La salle Hyvinkää aux murs blancs dispose de 435 places et la largeur  de la scène est de 20 mètres.
L'acoustique est due à Alpo Halme.